# Chrysopsora gynoxidis
Chrysopsora gynoxidis är en lavart som beskrevs av Lagerh. 1891. Chrysopsora gynoxidis ingår i släktet Chrysopsora och familjen Pucciniaceae.   Inga underarter finns listade i Catalogue of Life.